# Inntrance
 (juillet 2023).
Inntrance est un groupe espagnol de metalcore, originaire de Madrid.

## Histoire
Le groupe est formé en 2006 par Kiko Hagall (ex-Beethoven R) et Dani Fernández (ex-Dark Moor). Ce groupe marque un tournant musical dans la carrière des deux musiciens, en donnant à leurs compositions une touche beaucoup plus agressive et moderne. Par la suite, Miguel Bárez à la guitare et Pepe Cobas à la batterie rejoignent le groupe. C'est avec ce line-up qu'ils enregistrent leur premier EP intitulé Religión, vendu à 800 exemplaires. Après l'enregistrement de cet EP, Pepe Cobas quitte le groupe pour des raisons personnelles et sa place est prise par Nacho Arriaga, actuel batteur d'Arwen, laissant ainsi le groupe stable.
En juin 2008, Inntrance enregistre son premier album The Basis of Trancetherapy, distribué par le label allemand STF Records au printemps 2009,,,,,. Il comprend 12 titres, dont Secret Alibi, pour lequel ils enregistrent un clip vidéo à l'automne 2008. Le deuxième clip du groupe, Bullets, sort en septembre 2009.
À Noël 2010, ils publient un clip vidéo reprenant Merry Christmas de Wham!. En début de 2011, Inntrance sort son deuxième album, intitulé Impío, en téléchargement gratuit. Cette fois, toutes les chansons sont écrites en espagnol, à l'exception d'un titre bonus intitulé The Way (chanté en anglais). Le groupe ne montre plus de signe d'activité depuis 2012.

## Discographie
- 2007 : Religión (EP)
- 2009 : The Basis of Trancetherapy (album)
- 2011 : Impío (album)